# Nossis
Nossis (grec ancien Νοσσίς) est une poétesse grecque du IIIe siècle avant Jésus-Christ, originaire de Locres, dans le Bruttium, en Grande Grèce. Sa vie ne nous est pas autrement connue.

## Eléments biographiques
C'est une native d'une colonie dorienne, dans ce qui est devenu la région de Calabre, en Italie du Sud.

## Œuvre
L'Anthologie grecque a conservé une douzaine d'épigrammes de Nossis, peuplées majoritairement de figures féminines, dans lesquelles elle célèbre l'amour, le lien entre les mères et leurs filles, ou ambitionne d'égaler Sappho. On a considéré qu'elle pouvait avoir également fait écho à Érinna. Sa poésie est riche et subtile. Elle était connue, car elle est citée par ses contemporains, en bien ou en mal (Hérondas se moque d'elle dans les sixième et septième mimiambes de ses Mimes).
André Chénier, qui a été très attentif aux voix des poétesses grecques, a imité l'une de ces épigrammes dans ses Bucoliques (LXVII) :
Rien n'est doux que l'amour, aucun bien n'est si cher.

Près de lui le miel même à la bouche est amer.

Celle qui n'aime point Vénus sur toutes choses,

Elle ne connaît pas quelles fleurs sont les roses...
L'une des épigrammes (VII, 414) est une épitaphe de Rhinthon de Syracuse, inventeur de l'hilarotragédie.
Antipatros de Thessalonique range Nossis au nombre des neuf muses terrestres.

## Traductions
- Renée Vivien dans Les Kitharèdes (A. Lemerre, 1904)
- Marguerite Yourcenar dans La couronne et la lyre (Poésie/Gallimard, 2001)

## Postérité

### Sculpture
- Francesco Jerace réalisa un buste en marbre à l'effigie de Nossis.
- Le sculpteur Tony Custuren réalisa un monument dédié à Nossis. Celui-ci est situé en bord de mer à Locri

### Art contemporain
- Nossis  figure parmi les 1 038 femmes référencées dans l'œuvre d’art contemporain The Dinner Party (1979) de Judy Chicago. Son nom y est associé à Sappho[6],[7].